# Недитяче кіно
«Недитя́че кіно́» (англ. Not Another Teen Movie, досл. «Не ще одне кіно для підлітків») — молодіжна комедія Джоела Галлена 2001 року, пародія на кілька популярних фільмів 1980—90-х років. У головних ролях — Кріс Еванс та Чайлер Лі.

## Синопсис
Джейк Вайлер — зірка шкільної футбольної команди та й взагалі популярний у школі хлопець. Джен Бріггз — дивна відлюдкувата дівчина. Одного разу Джейк укладає з друзями парі: чи зможе він перетворити на королеву шкільного балу будь-яку дівчину. Звичайно, друзі Джека обирають для нього нелегке завдання, вказуючи на Джен...
Сюжет фільму насичений численними посиланнями на популярні молодіжні комедії, фабула — із фільму «Це все вона» (англ. She's All That) 1999 року. Основні персонажі також засновані на характерних героях таких фільмів: наприклад, Джейн Бріггз — це Лейні Боггз із «Це все вона», Кетрін Стратфорт — із «10 речей, які я в тобі ненавиджу» (1999) та Енді Волш — із «Милашки в рожевому» (1986).

## У ролях
| Актор               | Роль                                                  |
| ------------------- | ----------------------------------------------------- |
| Чайлер Лі           | Джейн Бріґз, «гидке каченя»                           |
| Кріс Еванс          | Джейк Вайлер, популярний спортсмен                    |
| Джеймі Пресслі      | Прісцила, злобна чирлідерка                           |
| Ерік Крістіан Олсен | Остін, зухвалий блондин                               |
| Міа Кіршнер         | Кетрін Вайлер, жорстка дівчина                        |
| Деон Річмонд        | Малік Токен, «обов'язковий персонаж» — чорний хлопець |
| Ерік Джангменн      | Ріккі Ліпман, вірний друг популярного хлопця          |
| Рон Лестер          | Реджі Рей, дурний гладкий хлопець                     |
| Коді Макмейнс       | Мітч Бріґс, зневірена незайманка                      |
| Сем Гантінгтон      | Окс, чуйний хлопець                                   |
| Семм Левін          | Брюс, «крутий невдаха»                                |
| Лейсі Шебер         | Аманда Беккер, бездоганна дівчина                     |
| Серіна Вінсент      | Ареола, закордонна школярка                           |
| Райлі Сміт          | Лес, красивий дивак                                   |
| Джулі Велч          | пані Вайлер                                           |
| Саміра Армстронг    | Кара Фрателлі                                         |
| Нектар Роуз         | Сара Фрателлі                                         |
| Ед Лотер            | головний тренер                                       |
| Ренді Квейд         | пан Бріґз                                             |
| Джоанна Гарсія      | Сенді Сью, новенька                                   |
| Беверлі Полчин      | Седі Агата Джонсон                                    |
| Роберт Бенедикт     | Престон Вассерштейн                                   |
| Патрік Сент-Есприт  | батько Остіна                                         |
| Джош Реднор         | екскурсовод                                           |
| Пол Гебель          | шеф-кухар                                             |
| Джордж Вайнер       | директор Корніш                                       |
| Джон Бенджамін      | тренер                                                |